# أكسالات سيريوم
 أكسالات سيريوم  مركب كيميائي له الصيغة C6Ce2O12، يستخدم كـمضاد إقياء .